# Das schöne Abenteuer
Pour plus de détails, voir Fiche technique et Distribution.
Das schöne Abenteuer est un film allemand adapté de la pièce de Gaston Arman de Caillavet, Robert de Flers et Étienne Rey, réalisée par Reinhold Schünzel, sorti en 1932.

## Synopsis
Hélène de Trevillac est une orpheline qui a grandi dans la maison de la riche comtesse d'Eguzon. Maintenant, elle est devenue une jolie jeune femme dont le fils du comte, André, est tombé amoureux. Ceci, à son tour, ne convient pas du tout à la vieille comtesse, et elle laisse jouer ses relations. La comtesse d'Eguzon peut organiser le transfert d'André dans la lointaine Vienne dans le cadre du service diplomatique. Loin des yeux, loin du cœur, croit la vieille intrigante et fait immédiatement mieux en "organisant" un mari convenable pour sa pupille Hélène : l'aristocrate mais peu attirant Valentin le Barroyer. Afin d'empêcher tout contact avec André, la comtesse intercepte secrètement les lettres qu'il envoie à Hélène chez elle, si bien qu'Hélène doit croire que son André l'a oubliée entre-temps. Voilà pourquoi, qu'Hélène accepte, le cœur gros, d'épouser le Barroyer. Au dernier moment, cependant, l'intrigue du comte échoue, car contrairement aux attentes, André, ivre d'amour, qui aspire toujours à son Hélène, rentre chez lui le jour du mariage prévu entre Hélène et le gros ventre antipathique Valentin. Les retrouvailles des deux amants sont bouleversantes et tous deux réalisent maintenant que la mère d'André les a trahis.
André et Hélène sortent en trombe de la maison, laissant le Barroyer seul devant l'autel. La destination de la fuite dans la voiture d'André est la maison de la grand-mère d'Hélène, Mme de Trevillac. Comme la vieille dame a des mœurs fermes et maintient un régime strict à la maison, la grand-mère d'Hélène est amenée à croire qu'André est le mari nouvellement marié d'Hélène. Elle met même à leur disposition une chambre commune avec un grand lit double pour que le couple soi-disant marié puisse s'occuper très tôt des enfants. Par mesure de sécurité, la vieille femme superstitieuse dépose devant la porte de la chambre des brins de romarin, sorte de symbole de fertilité. Le lendemain, Valentin apparaît soudainement devant la porte d'entrée de Frau de Trevillac et, furieux, exige que sa femme presque évadée lui soit rendue. André doit admettre docilement, qu'il n'est en fait pas marié à Hélène. Lorsque la belle-mère, la comtesse d'Eguzon, se présente également, les turbulences ne s'arrêtent jamais. C'est alors qu'André passe enfin aux choses sérieuses et explique devant tout le monde que lui et Hélène sont faits l'un pour l'autre et qu'ils veulent tous les deux se marier bientôt. C'est aussi urgent, car la nuit de noces précoce, grâce aux branches de romarin, a signifié qu'Hélène attend des jumeaux.

## Fiche technique
- Titre : Das schöne Abenteuer
- Réalisateur : Reinhold Schünzel
- Scénaristes : Reinhold Schünzel et Emeric Pressburger, d'après la pièce de Gaston Arman de Caillavet, Robert de Flers et Étienne Rey
- Chef-opérateur : Fritz Arno Wagner, Robert Baberske
- Musique : Hans-Otto Borgmann, Ralph Erwin
- Société de production : UFA
- Format : noir et blanc
- Genre : Comédie
- Durée : 82 min
- Dates de sortie : 
  - République de Weimar : 18 août 1932

## Distribution
- Alfred Abel : Comte d'Eguzon
- Ida Wüst : Comtesse d'Eguzon
- Wolf Albach-Retty : André, leur fils
- Käthe von Nagy : Hélène de Trevillac
- Otto Wallburg : Valentin Le Barroyer
- Adele Sandrock : Madame de Trevillac, la grand-mère
- Hilde Hildebrand : Madame Serignan
- Julius Falkenstein : Monsieur Chartrain
- Gertrud Wolle : Madame Chartrain
- Kurt Vespermann : Monsieur Desmignères
- Blandine Ebinger : Madame Desmignères
- Julius E. Herrmann : Monsieur Dubois
- Ferdinand Hart : Monsieur Durand, le détective
- Lydia Pollman : Jeanne
- Rudolf Biebrach : Docteur Pinbrache
- Heinz Gordon : Didier
- Käthe Haack : Jeantine